# Robert Anderson Hall
Robert Anderson Hall   (Raleigh, 4 d'abril de 1911 - Ithaca, 2 de desembre de 1997) fou un lingüista estatunidenc especialista en llengües romàniques. Va estudiar a Princeton, Roma i Chicago i fou alumne de Leonard Bloomfield.
Es va dedicar a les llengües i a la filologia romànica. Va ser professor durant dos anys (1937-1939) a la Universitat de Puerto Rico, després a Pricenton i a Brown. Finalment va ser professor de lingüística a la Universitat Cornell des de 1946 i fins a 1976, quan es va jubliar. Es va dedicar sobretot a la recerca sobre la llengua italiana i va ésser dels primers lingüistes a fer estudis sobre les llengües criolles. Són també conegudes les seves publicacions sobre el protoromànic (Proto-Romance Phonology, 1976; Proto-Romance morphology, 1984).

## Obres
Algunes de les seves obres són:
- An Analytical Grammar of the Hungarian Language (1938)
- Bibliography of Italian Linguistics (1941) refosa en Bibliografia della linguistica italiana (1958);
- Melanesian Pidgin English: Grammar, Texts, Vocabulary (1943)
- New Ways to Learn a Foreign Language (1946) [2]
- Descriptive Italian Grammar (1948)
- Leave Your Language Alone (1950)
- Short History of Italian Literature (1951)
- Haitian Creole: Grammar, Texts, Vocabulary (1953)
- Hands Off Pidgin English! (1955)
- Italian for Modern Living (1959, repr. 1974)
- Manuel of Applied Linguistics: Italian (1960)
- Idealism in Romance Linguistics (1963)
- Introductory Linguistics (1964)
- Pidgin and Creole Languages (1966)
- An Essay on Language (1968)
- La struttura dell'italiano (1971).
- External History of the Romance Languages (1974)
- The Comic Style of P. G. Wodehouse (1974)
- Stormy Petrel in Linguistics (essays, some polemics) (1975)
- Proto-Romance Phonology (1976)
- Language, Literature, and Life (selected essays) (1978)
- Linguistics and Pseudo-Linguistics (selected essays) (1978)
- The Kensington Rune-Stone is Genuine (1982)
- Proto-romance Morphology (1984)
- A Life for Language: a Biographical Memoir of Leonard Bloomfield (1990)